# Livsverket
Livsverket (engelska: Life as a House) är en amerikansk långfilm från 2001 i regi av Irwin Winkler, med Kevin Kline, Kristin Scott Thomas, Hayden Christensen och Jena Malone i rollerna.

## Rollista
| Kevin Kline          | – George Monroe       |
| Kristin Scott Thomas | – Robin Kimball       |
| Hayden Christensen   | – Sam Monroe          |
| Jena Malone          | – Alyssa Beck         |
| Mary Steenburgen     | – Colleen Beck        |
| Mike Weinberg        | – Adam Kimball        |
| Scotty Leavenworth   | – Ryan Kimball        |
| Ian Somerhalder      | – Josh                |
| Jamey Sheridan       | – Peter Kimball       |
| Scott Bakula         | – Officer Kurt Walker |
| Sandra Nelson        | – Nurse #1            |
| Sam Robards          | – David Dokos         |
| John Pankow          | – Bryan Burke         |
| Kim Delgado          | – Bob Larson          |
| Barry Primus         | – Tom                 |